# Kanton Saint-Étienne-Sud-Ouest-1
Der Kanton Saint-Étienne-Sud-Ouest-1 war von 1860 bis 2015 ein französischer Wahlkreis im Arrondissement Saint-Étienne, im Département Loire und in der ehemaligen Region Rhône-Alpes. Er umfasste einen Teil der Stadt Saint-Étienne.